# Cebysa scotti
Cebysa scotti är en fjärilsart som beskrevs av Scott 1865. Cebysa scotti ingår i släktet Cebysa och familjen säckspinnare. Inga underarter finns listade i Catalogue of Life.